# Бразорија (Тексас)
Бразорија (енгл. Brazoria) град је у америчкој савезној држави Тексас. По попису становништва из 2010. у њему је живело 3.019 становника.

## Демографија
Према попису становништва из 2010. у граду је живело 3.019 становника, што је 232 (8,3%) становника више него 2000. године.
| Група             | 2000.         | 2010.         |
| Белци             | 2.129 (76,4%) | 2.127 (70,5%) |
| Афроамериканци    | 287 (10,3%)   | 290 (9,6%)    |
| Азијати           | 19 (0,7%)     | 12 (0,4%)     |
| Хиспаноамериканци | 317 (11,4%)   | 544 (18,0%)   |
| Укупно            | 2.787         | 3.019         |